# Монтекиаро д'Акуи
Монтекиа̀ро д'А̀куи (на италиански: Montechiaro d'Acqui; на пиемонтски: Monciar, Мончар) е село и община в Северна Италия, провинция Алесандрия, регион Пиемонт. Разположено е на 560 m надморска височина. Населението на общината е 564 души (към 2014 г.).